# Геопатогенные зоны
Геопатоге́нные зо́ны (ГПЗ) — фигурирующее в ряде псевдонаучных теорий и городских легенд представление об участках на земной поверхности, на которых декларируется присутствие неких неизвестных науке геодезических и геологических феноменов, якобы неблагоприятно воздействующих на здоровье и самочувствие человека, животных и растений.

## История
Одним из первых, кто занимался проблемой геопатогенных зон, был Густав фон Поль. Он утверждал, что в группе людей, умерших от рака в одном из городов, был ранее не учитываемый фактор — их спальные места находились в геопатогенных зонах. В 1976 году (по другим данным, в 1960) Эрнст Хартман опубликовал книгу «Заболевание как проблема месторасположения». Позже К. Бахлер приводил в своих исследованиях ряд признаков того, что постель человека находится в геопатогенной зоне: «антипатия к своему спальному месту, долгое засыпание (часами), плохой сон, тревожное состояние, усталость и утомление утром после просыпания, угрюмость, нервозность и депрессивное состояние, учащенное сердцебиение и судороги в ногах. У детей к этому добавляется еще чувство страха, вскрики, скрип зубами, зябкость в постели, желание уйти из постели, потеря аппетита».
Во многих случаях использование термина предполагает, что были обнаружены факты негативного действия на здоровье людей, хотя точная причина (действие электромагнитных полей, вредные выбросы предприятий в атмосферу, шум, инфразвук, специфические микро- или гиперэлементозы и др.) не была установлена.
Научные исследования по теме «геопатогенные зоны» отсутствуют.

## Обнаружение полей
В связи с тем, что «геопатогенные поля» не имеют чёткого определения, измерение каких-либо характеристик «поля» является ключевой задачей, позволяющей решить вопрос о реальности предмета исследования.

## Виды геопатогенных зон

### Геологические разломы
Геологические разломы земной коры, особенно верхних слоев (трещины, пустоты), сопровождаются изменением электромагнитного поля и других параметров на поверхности. Техногенные образования (трубопроводы, подземные ходы, метро, шахты и др.) также могут влиять на формирование «геопатогенных зон».

### Наложение узлов «глобальных энергетических сеток»
Сторонники псевдонаучных теорий о геопатогенных зонах считают, что поверхность Земли покрыта сетками электромагнитных линий неясного происхождения, имеющих ширину около 10 см. Таких сетей несколько: сеть Курри, сеть Виттмана, сеть Хартмана.

### Сеть Хартмана
Сеть Хартмана — гипотетически существующая на Земле геобиологическая сеть. В соответствии с гипотезой, выдвинутой немецким исследователем Хартманом, эта сеть опутывает практически всю поверхность Земли, размер «ячеек» сети (2,0 × 2,5 м) при этом уменьшается по мере удаления от экватора и приближении к полюсам. Сетка Хартмана — наиболее известная из существующих «сетей», опоясывающих Землю, сети Виттмана и Курри менее известны. Места пересечения сети (сетей) якобы образуют неблагоприятные для здоровья геопатогенные зоны, которые, как утверждается сторонниками данной гипотезы, обнаруживаются биолокационным методом. Данная гипотеза не была признана наукой.

## Практические данные и характерные заблуждения

### Определение мест расположения «геопатогенных зон»

#### Лозоходство(биолокация), рамки и маятники
Специальные конструкции — «рамки» и «маятники», а также другие предметы, применяемые при так называемой биолокации, считаются сторонниками теории средством обнаружения полей и «передачи» их оператору. Проверить эти методы научно (технически) не является возможным.

#### Детекторыэлектромагнитного поля(ЭМП-детекторы)
В настоящее время существует несколько «систем индикации ГПЗ». Характерным признаком ненадёжности этих детекторов является отсутствие показателей диапазонов ЭМП, в которых проводятся измерения, и количественных данных, характеризующих уровень интенсивности поля.

### Оценка действия ГПЗ
По утверждению сторонников теории, «отрицательное влияние геопатогенных зон (ГПЗ) на здоровье человека было выявлено давно». В качестве маркеров этого влияния приводятся психические заболевания, рассеянный склероз, артриты, сердечно-сосудистые и онкологические заболевания, а также любые случаи беспричинного, на первый взгляд, ухудшения самочувствия, увеличения давления, учащения пульса и т. д.

#### Влияние ГПЗ на животных и растения
Приверженцы данного представления утверждают, что «над подземными водными потоками болеют береза, липа и большинство хвойных деревьев: появляются наросты, резко увеличивается количество уродливых форм», «яблони характеризуются более ранним пожелтением и опаданием листьев, сливы и груши увядают и засыхают».

#### Средства «защиты»
Несмотря на отсутствие согласия в отношении природы «геопатогенного излучения» среди сторонников концепции, ими предлагаются самые различные псевдонаучные способы «защиты от излучения ГПЗ»:
- «нейтрализация излучения» поглощающими материалами — войлоком, картоном, воском, в сантиметровом и более длинноволновых диапазонах;
- «отклоняющие» устройства — металлические сети и зеркала; металлические сети, образованные арматурой железобетонных зданий при этом не упоминаются;
- «улавливающие» приспособления — «энергетические пирамиды», конусы и т. п.;
- «генераторы» и «модуляторы», будто бы «компенсирующие» внешнее геопатогенное излучение неизвестной природы.
- молитвы, заговоры, ритуалы и прочие действа оккультного характера[нет в источнике];
- выход из зоны действия.

Все эти «способы» научно не подтверждены.
В подтверждение возможности защиты от излучения ГПЗ иногда приводят диагностику на основе эффекта Кирлиан, которая, в свою очередь, также не имеет под собой научных оснований.

## Критика
Сторонники теории геопатогенных зон широко используют известные факты о неблагоприятных местах. Однако большая часть фиксируемых в «патогенных зонах» негативных явлений достаточно эффективно объясняется совершенно естественными и давно изученными теориями и расчётами.

### «Гиблые участки» автодорог
Существование на автотрассах мест, где чаще происходят аварии, как правило, объясняется тривиальными причинами. В подтверждение этого может быть приведено немало примеров. Так, спуск трассы М-5 в долину реки Коелга в Челябинской области характеризуется специфическим уклоном, сужением дороги, иллюзией «просматриваемости». В результате аварийность здесь выше, чем на других участках трассы. Еще один пример: напряжённая дорожная ситуация и регулярно возникающие «пробки» провоцируют водителей на нарушения ПДД на одних и тех же перекрёстках, в одних и тех же «слабых» местах городской уличной сети. Аналогично объясняются многочисленные ДТП на въездах на дороги с интенсивным движением: плохая видимость, много отвлекающих факторов, «перестройка» с вождения за городом на вождение в городе и т. д.

### Районы с повышенным уровнем количества заболеваний
Объяснение этому прозаическое: большой автомобильный поток + конфигурация дороги + ветры + расположение домов. Или вредное производство + ветры. Опять же для объяснения нет никакой надобности привлекать разломы земной коры, «земное излучение» и «глобальные энергетические сетки», существование которых не доказано.

Большинство утверждений о негативном влиянии геопатогенных зон объясняются естественными и изученными факторами, что ставит под сомнение научную обоснованность теории геопатогенных зон.

### Русскоязычная
- Рудник В. А. Геоактивные зоны земной коры и их воздействие на нашу среду обитания. Жизнь и безопасность. N4, 1998, с. 236
- Мельников Е. К. и др. Геопатогенные зоны — миф или реальность? Санкт-Петербург, 1993
- В. Исаков. Экспериментальная проверка биомоторных свойств биолокационной рамки. в журнале «Парапсихология и психофизика», № 3 (19) 1995, стр. 44 — 52.
- Болтунов В. А., Болтунов В. В. Поиск геопатогенных зон: биолокация и геофизика. // Гидротехническое строительство, № 7, 1996, С.46-52 (тут первая страница статьи в переводе на английский (недоступная ссылка))
- Дубров А. П., Мейзеров Е. Е., Фадеев А. А., Ветчинов В. В. Геофизические аномалии и здоровье людей Введение — Геофизические аномалии и здоровье людей ч.4 (медицинские аспекты проблемы)
- Гущин А. Н. Биоэнергоинформатика и другие лженаучные воззрения в архитектуре (недоступная ссылка)//Академический вестник УралНИИпроект РААСН — выпуск 1-2010
- Гущин А. Н. Архитекторам о лженауке (Дискуссия вторая) (недоступная ссылка)//Академический вестник УралНИИпроект РААСН — выпуск 4-2010

### На иностранных языках
- NAVRÁTIL, Vladislav. Geopathogenic Zones and Human Health. In Řehulka, Evžen. School and Health 21. Brno : Masarykova univerzita, 2007. ISBN 978-80-7315-138-6, pp. 897–903. 2006, Brno. (полное библиографическое описание)
- Leitgeb, N., Lukas, R.: Should Hospitals Protect from Geopathogenic Zones? (недоступная ссылка) Wiener Medizinische Wochenschrift: 158/1-2: 42-48